# غاسبار لومير
غاسبار لومير (29 سبتمبر 1899 – 8 مارس 1979) هو سبّاح بلجيكي راحل، مثّل بلاده في الألعاب الأولمبية الصيفية 1920.

## روابط خارجية
غاسبار لومير على موقع اللجنة الأولمبية الدولية (الإنجليزية)
- غاسبار لومير على موقع أوليمبيديا (الإنجليزية)
- غاسبار لومير على موقع اللجنة الأولمبية البلجيكية (الهولندية)